# Région Pays de la Loire Tour
La Région Pays de la Loire Tour és una cursa ciclista per etapes francesa que es disputa des de 1953 per les carreteres del País del Loira.
Entre 1953 i 1963 la cursa fou reservada a ciclistes francesos amateurs. De 1964 a 1974 la prova s'obrí a la participació internacional, però continuà sent amateur. A partir de 1975 la prova s'obrí a la participació de ciclistes professionals. Des del 2005 el Circuit de la Sarthe forma part de l'UCI Europa Tour amb una categoria 2.1.
El 2023 abandonà el seu tradicional nom, Circuit de la Sarthe (un nom, d'altra banda, que hom associa generalment amb el Circuit de les 24 Hores de Le Mans), per agafar el nom actual.
Des de l'any 2024 també es fa una cursa femenina que es celebra un dia durant la cursa masculina.

## Palmarès
| Any       | Vencedor              | Segon                | Tercer                  |
| --------- | --------------------- | -------------------- | ----------------------- |
| 1953      | Jacky Hays            | Roland Danguillaume  | Jean Danguillaume       |
| 1954      | Bernard Fournières    | Roger Provost        | Albert Ravier           |
| 1955      | Guy Bernard           | Christian Futol      | Robert Verdenal         |
| 1956      | Jean Danguillaume     | Yves Fayon           | J. Poulain              |
| 1957      | Raymond Guérin        | Georges Dubois       | Michel Lebris           |
| 1958      | Jean Danguillaume     | André Perty          | Jean Jeugnet            |
| 1959      | Jean Danguillaume     | Bachteel             | Jacques Simon           |
| 1960      | André Foucher         | René Fagault         | Jean-Yves Trolez        |
| 1961      | Jean Jeugnet          | Jean Claude Sevin    | Bellon                  |
| 1962      | Domingo Ferrer        | Yves Gougault        | Pierre Matignon         |
| 1963      | Claude Juin           | Michel Bechet        | Jean Cosseron           |
| 1964      | Jean Cosseron         | Yves Gougault        | Daniel Heck             |
| 1965      | José López Rodríguez  | Josep Surià          | Mariano Díaz            |
| 1966      | Pierre Matignon       | Serge Bolley         | Jean-Louis Jagueneau    |
| 1967      | Guy Grimbert          | Fernand Maurice      | Gérard Swertvaeger      |
| 1968      | Guy Grimbert          | Jacques Botherel     | Yves Ravaleu            |
| 1969      | Ryszard Szurkowski    | Patrice Testier      | Tino Tabak              |
| 1970      | Claude Lechatelier    | Ryszard Szurkowski   | Zbigniew Gorski         |
| 1971      | Vladislav Nelyubin    | Christiaens          | Krzyztof Stec           |
| 1972      | Régis Ovion           | Claude Aiguesparses  | Marcel Duchemin         |
| 1973      | Nikolai Gorelov       | Ryszard Szurkowski   | Joël Hauvieux           |
| 1974      | Ivan Skosirev         | Alain Meunier        | Aavo Pikkuus            |
| 1975      | Bernard Hinault       | Jan Brzezny          | Jean-Claude Misac       |
| 1976      | Bernard Hinault       | Yves Hézard          | Yvon Bertin             |
| 1977      | Aavo Pikkuus          | Gregor Braun         | Jan Brzezny             |
| 1978      | Bernd Drogan          | Yvon Bertin          | Mariano Martinez        |
| 1979      | Christian Muselet     | Michael Klasa        | Aavo Pikkuus            |
| 1980      | Greg LeMond           | Ladislav Ferebauer   | Jan Jankiewicz          |
| 1981      | Juri Barinov          | Ivan Mitchenko       | Charkid Zagretdinov     |
| 1982      | Ivan Mitchenko        | Milan Jurco          | Anatoli Yarkin          |
| 1983      | Pascal Jules          | Claude Moreau        | Jérôme Simon            |
| 1984      | Claude Moreau         | Yvan Lamote          | Régis Clère             |
| 1985      | Pascal Jules          | Ronan Pensec         | Viktor Demidenko        |
| 1986      | Didier Garcia         | Daniel Wyder         | John Talen              |
| 1987      | Piotr Ugriúmov        | Pascal Lance         | Kurt Steinmann          |
| 1988      | Thierry Marie         | Viatxeslav Iekímov   | Jean-Claude Colotti     |
| 1989      | Thierry Laurent       | Viatxeslav Iekímov   | Gilbert Duclos-Lassalle |
| 1990      | Dimitri Zhdanov       | Michel Vermote       | Thierry Marie           |
| 1991      | Bruno Cornillet       | Armand de Las Cuevas | Jean-Philippe Dojwa     |
| 1992      | Jean-François Bernard | Philippe Bouvatier   | Robert Forest           |
| 1993      | Jean-François Bernard | Laurent Bezault      | Thierry Dupuy           |
| 1994      | Stéphane Heulot       | Laurent Brochard     | Erwin Thijs             |
| 1995      | Thierry Marie         | Patrick Jonker       | Pascal Lance            |
| 1996      | Adriano Baffi         | Mariano Rojas        | Stéphane Heulot         |
| 1997      | Melcior Mauri         | Pascal Lino          | Tony Rominger           |
| 1998      | Melcior Mauri         | Marc Streel          | Jaan Kirsipuu           |
| 1999      | Steffen Kjaergaard    | Gilles Maignan       | Jens Voigt              |
| 2000      | David Cañada          | Jens Voigt           | Laurent Brochard        |
| 2001      | David Millar          | Anthony Morin        | Franck Bouyer           |
| 2002      | Didier Rous           | Bradley McGee        | Arturas Kasputis        |
| 2003      | Carlos da Cruz        | Alexei Sivakov       | Laurent Brochard        |
| 2004      | Thomas Lövkvist       | Franck Bouyer        | Ronny Scholz            |
| 2005      | Sylvain Chavanel      | Markus Fothen        | Volodímir Bileka        |
| 2006      | Stefan Schumacher     | Serhí Hontxar        | Brian Vandborg          |
| 2007      | Andreas Kloden        | Nicolas Vogondy      | Vladimir Duma           |
| 2008      | Thomas Voeckler       | Christian Vandevelde | Tiziano Dall'Antonia    |
| 2009      | David Le Lay          | Enrico Rossi         | Benoît Vaugrenard       |
| 2010      | Luis León Sánchez     | Tiago Machado        | Julien Simon            |
| 2011      | Anthony Roux          | Blel Kadri           | David Millar            |
| 2012      | Luke Durbridge        | Manuele Boaro        | Nélson Oliveira         |
| 2013      | Pierre Rolland        | Jan Barta            | Tobias Ludvigsson       |
| 2014      | Ramūnas Navardauskas  | Rohan Dennis         | Julien Simon            |
| 2015      | Ramūnas Navardauskas  | Manuele Boaro        | Adriano Malori          |
| 2016      | Marc Fournier         | Jérôme Coppel        | Juan José Lobato        |
| 2017      | Lilian Calmejane      | Arthur Vichot        | Jonathan Castroviejo    |
| 2018      | Guillaume Martin      | Xandro Meurisse      | Justin Jules            |
| 2019      | Alexis Gougeard       | Quentin Pacher       | Oscar Riesebeek         |
| 2020-2021 |                       | suspesa              |                         |
| 2022      | Olav Kooij            | Benoît Cosnefroy     | Xandro Meurisse         |
| 2023      | Alexander Kamp        | Fredrik Dversnes     | Valentin Ferron         |
| 2024      | Marijn van den Berg   | Ewen Costiou         | Fredrik Dversnes        |